# 閻盛
閻盛，山東高苑縣（今高青縣）人，明朝政治人物、進士出身。

## 生平
洪武十七年，鄉試中舉。洪武十八年，登進士，官至翰林院侍講。